# Eisenbahnunfall von Contich
Beim Eisenbahnunfall von Contich fuhr am 21. Mai 1908 in Contich, Belgien, ein Schnellzug auf einen die Überholung abwartenden Personenzug auf. 40 Menschen starben.

## Ausgangslage
Der Schnellzug war von Antwerpen nach Brüssel unterwegs. Ein Personenzug, der nach Turnhout unterwegs war, fuhr, um den Schnellzug überholen zu lassen, in ein Ausweichgleis des Bahnhofs Contich. Am Ende dieses Zuges liefen Wagen der 3. Klasse, älterer Bauart, die überwiegend aus Holz gefertigt waren. Im Bahnhof wurde gerade das Stellwerk repariert, wozu auch Teile ausgebaut werden mussten, so dass sich einzelne Weichen nicht mehr  von dort aus stellen ließen. Das traf auch für die Einfahrtsweiche für das Überholungsgleis zu. Sie wurde von einem Arbeiter vor Ort auf Anweisung des Stellwerkwärters bedient.

## Unfallhergang
Nachdem der Personenzug im Überholungsgleis stand, wurde die Weiche entweder nicht mehr umgestellt oder – nachdem das geschehen war – doch wieder in die andere Richtung verstellt. Als der Schnellzug den Bahnhof Contich passierte, wurde er auf das Gleis gelenkt, in dem der Personenzug wartete. Er fuhr diesem von hinten auf und die Wagen am Ende des Personenzuges wurden schwer beschädigt. 40 Menschen starben bei dem Eisenbahnunfall, mehr als 100 wurden darüber hinaus verletzt.